# Kudo Be'ur (district)
Kudo Be'ur est un district de la région Debub de l'Érythrée. La principale ville et capitale de ce district est Kudo Be'ur. 